# ジョホール王国

ジョホール・スルターン国
کسلطانن جوهر (マレー語)

1879年のジョホール海峡の風景スケッチ。中国式のジャンク船が描かれている。

ジョホール王国（ジョホールおうこく、英語: Johor Sultanate）またはジョホール・リアウ（Johor-Riau）、ジョホール・リアウ・リンガ（Johor-Riau-Lingga）、公式にはジョホール・スルタン国（ジョホールスルタンこく、英語: Johor Sultanate、マレー語: کسلطانن جوهر）は、1528年に成立したマレー半島南部を本拠とする港市国家で、マラッカ海峡両岸（現在のマレーシア、シンガポールおよびインドネシア）におよぶ海上帝国を築いた。マラッカ王国を継承したマレー人による国家でイスラーム教を奉じ、18世紀前半の政変を経て、王都はリアウ諸島のビンタン島（現インドネシア・リアウ諸島州）に遷された。現在のマレーシアを構成する州のひとつであるジョホール州として現代につらなる王国であり、今日も世襲のスルタンによって王位が継承されている。

## 歴史・沿革

### ムラカ（マラッカ）の陥落

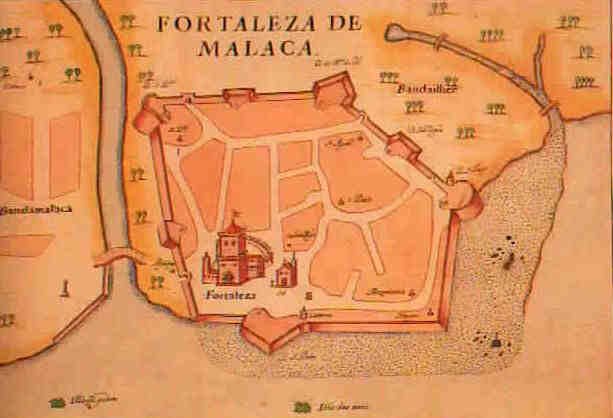
1511年の陥落後、ポルトガルの城塞都市化が進んだマラッカ王国の王都ムラカ（1630年の絵地図）

1509年、ディオゴ・ロペス・デ・セケイラの率いるポルトガル王国の遠征隊が海上貿易で繁栄するムラカ（マラッカ）に初めて到着して通商を要求、当初、マラッカ王国のスルタン、マフムード・シャー1世はポルトガルに交易と商館の建設の許可を与えた。しかし、インドにおけるポルトガル勢力のムスリム迫害を聞きおよんでいたイスラーム商人がマフムード・シャーにポルトガル人の排除をはたらきかけたため、王国は奇襲によりポルトガル人約60名を殺害した。これに対し、ポルトガル艦隊は24人の捕虜をムラカに残してインドに帰還した。
この報せを聞いたポルトガルのインド総督アフォンソ・デ・アルブケルケ（アルバカーキ）は1511年7月、16隻の艦隊を率いてムラカに来航し、マラッカ王国に対して捕虜の釈放と要塞建設の用地の提供、さらには賠償金の支払いを要求したが、マラッカ王国側は捕虜の釈放をのぞいた諸条件の受け入れに難色を示したため、アルブケルケの軍は上陸してムラカの港市に攻撃を加えた。マラッカ王国は中国やシャム（タイ王国）、ビルマ（ミャンマー）、さらには地中海地域より輸入した火砲と自国で生産した鉄砲で応戦した。マームド・シャーの軍隊はポルトガル船隊の15倍の兵力を有していたといわれ、攻防戦は熾烈をきわめた。しかし、マラッカ王国の兵は火器の使用法について必ずしも熟知しておらず、性能もポルトガルのものに劣っていた。また、インドのグジャラート出身の人びとはポルトガルに徹底抗戦したものの、国内のジャワ商人は当初からアルブケルケに協力的で、中国商人やクリン人のなかにはポルトガルと内通した一派があって統率を欠いていた。最終的に華僑がポルトガル側についたことで勝敗が決し、同年8月、ついにムラカが陥落した。これがポルトガルによる「マラッカ占領」である。
この時点で王国がその影響力を行使していたのは、今日のジョホール州（マレーシア）およびリアウ諸島州・リアウ州（インドネシア）にほぼ相当し、主として、マレー半島のクラン川からリンギ川までの地域、タンジュン・トゥアン（現マレーシア・ムラカ州）、ムアル（ムアール。ジョホール州）、バトゥ・パハッ（ジョホール州）、シンガポール、プラウ・ティンギッその他のマレー半島東海岸沖の島々、カリムンの島々、ビンタン島をはじめとするリアウ諸島およびリンガ諸島、そしてスマトラ島のブンカリス、カンパル（カムパル。現インドネシア・リアウ州）およびシアクの諸地域であった。しかし、マラッカ王国の直轄地はムラカ陥落前にあってもリンギとムアルのあいだのマレー半島西海岸と内陸はグノン・レダンにいたる狭小な範囲にすぎなかった。その周囲にはマラッカ王が家臣に分与した王国の属領があり、さらに、インドラギリ（イドゥラギリ。同リアウ州）、ロカン、カンパル、シアク、トゥンカルなどのマラッカ海峡に面したスマトラ島東岸諸国、およびマレー半島東岸のパハンは、王国にとっては属国にあたっていた。
いずれにせよ、このようなマラッカ王国の勢力圏を中核として、ムラカの政治文化が形成されており、ムラカの王族や貴族、さらにマレー語を母語とする地元民はマレー人と呼ばれていた。マレー人商人は他地域からの商人に比べて低い、税率3パーセントの税額で商業取引を営むことができた。
なお、ムラカを陥落させたあと、ポルトガルはシャムのアユタヤ王朝やビルマのペグー王朝に使節を送り、友好関係を結んでいる。

### ジョホール王国の成立と三角戦争
マフムード・シャーはムラカ南方のムアルに逃れて再起をはかったが失敗し、そこを追われてマレー半島東岸で王国の属領であったパハン（現マレーシア・パハン州）に移った。さらに海上民が多く住むビンタン島（現インドネシア・リアウ諸島州）で体勢を立て直し、1512年以降5回にわたってムラカを攻略したが成功しなかった。それに対し、ポルトガルは1526年、ビンタン島を攻撃して、ここで徹底的な略奪をはたらいた。
マラッカ海峡に臨む港市は対ポルトガル連合を組んだが、結局、ポルトガルからムラカを奪還することができず、マフムード・シャーは逃亡先のスマトラ島のカンパルで失意のうちに世を去った。その次男であったアラウッディン・リアヤト・シャーは、1528年、マラッカ王家の分流にあたるパハン王家の助力を得て、カンパルからマレー半島南端のジョホールに移り、ジョホール川上流のプカン・トゥアで王国を再建した。これがジョホール王国である。このとき、マフムード・シャーの長男ムザファルはペラク王国（現マレーシア・ペラ州）を建てている。
ジョホール王国の政庁はジョホール川河口のサヨン・ピナンに置かれた。王国はこのほかビンタン島を本拠として近隣の島々へも支配権をおよぼし、カトリック国ポルトガルに対抗した。ジョホール王国は、首都の位置が変わったというだけで、実質的にはマラッカ王国そのものであった。ジョホールの一派はさらに、シャリーフ・カブンスワンを中心としてミンダナオ島（現フィリピン）にムスリム国家のマギンダナオ王国を建国した。
ムラカにおけるポルトガルの占領政策は、ムラカの港市を城塞都市化し、市街地中心の丘に歴代マラッカ王の墓石を用いて監視塔をつくり、さらに、丘頂の宮殿をカトリック教会に改造したりするなど相当に横暴なものであった。ジョホール王国は、スマトラ島北端にあったアチェ王国やオランダ（後述）と連合してしばしばポルトガル制圧下のムラカを攻撃した。ポルトガル勢力は、1535年と1536年の2度にわたりジョホールのプカン・トゥアを攻撃し、集落を徹底的に破壊したが、住民は内陸部に避難し、ポルトガル人が退去したあと戻って集落を再建した。
アジア諸国の商人、とくにムスリム商人はカトリックの手に落ちたムラカをしだいに忌避、敬遠するようになり、ムラカの港市としての繁栄は過去のものとなっていった。ポルトガルが課した高い関税や貿易上のさまざまな制約も嫌悪され、アジアの貿易船はアチェ王国やジャワ島を本拠とするバンテン王国を利用するようになった。ムラカの価値を下落させてしまったのは、皮肉にもポルトガル人自身だったのである。

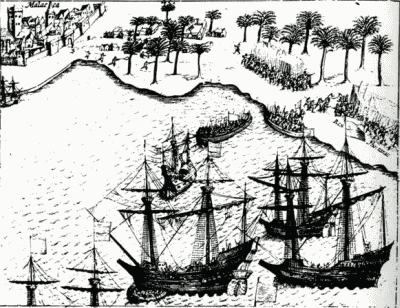
1606年のデ・ヨンゲによるオランダ艦隊のムラカへの上陸

ムラカとアチェは、マラッカ海峡を通航する船をめぐって直接の競争相手となり、また、スマトラ島東岸地域への影響力の行使をめぐっても対立した。アチェ王国は、マラッカ海峡の通商の利を一挙に掌握すべくポルトガルとジョホールの双方を攻撃し、ここにいたって「三角戦争」（Triangular war）と称すべき状況が生まれた。アチェ王国は1524年にパサイのポルトガル要塞を占領し、さらに、しばしばジョホール王国が支配していた港市に艦隊を派遣して略奪をおこなった。1564年か65年にはジョホール王国の当時の王都ジョホール・ラマ（コタ・バトゥ）を攻撃して莫大な財宝を略奪し、王族をはじめとする捕虜をアチェに連行した。アチェはジョホールに傀儡の王を立てたが、ジョホールはまもなくそれを廃して独立を回復した。
アチェ王国のスルタン、アラウッディン・アルカハルはさらに、オスマン帝国最盛期の英主として知られるスレイマン1世に艦隊のマラッカ海峡派遣を要請し、スレイマン1世はこれに応えて17隻のオスマン艦隊を1569年に派遣、ムラカとジョホールを攻撃した。アチェのこの台頭に対し、ポルトガルとジョホールは一時休戦協定を結んだが、この協定は同床異夢であったため短命に終わった。
ジョホールは再びポルトガル勢力からの攻撃をうけるようになり、1587年には王都がポルトガル勢力によって破壊されている。しかし、ジョホール王国は、その都度スマトラ東岸を介して胡椒産地と関係を保持し、また、マカッサルに逗留したマレー人を通してバンダ諸島（現インドネシア。モルッカ諸島の一部）の丁字やナツメグを取引して国力を回復させ、16世紀末頃には勢力を伸張させた。そのため、アチェは一時ポルトガルと和解してジョホールに対することを余儀なくされるほどであった。
17世紀初頭、オランダ（ネーデルラント連邦共和国）が東南アジアに達し、オランダ東インド会社を設立してアジア貿易に参入した。このとき、オランダはアジアの香料貿易をめぐってポルトガルと対立しており、ポルトガルとの対抗上、ジョホール王国を同盟相手として選んだ。1606年の5月および9月、オランダのコルネリス・デ・ヨンゲ総督とジョホールのラジャ・ボングスのあいだで2つの同盟条約が調印された 。

### ジョホール王国の繁栄

#### 『スジャヤ・ムラユ』の編纂とポルトガル勢力の駆逐

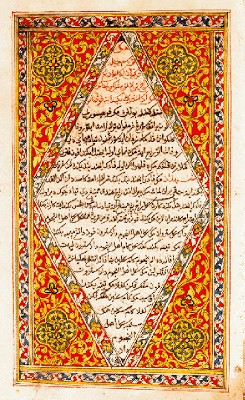
『スジャヤ・ムラユ』（マラヤ年代記）
----
ジャウィ文字による年代記の表紙

マラッカ王国の正統な後継者を自認するジョホールではマラッカ王国の年代記が編纂され、1612年に『スジャヤ・ムラユ』として完成した。これは、「ブンダハラ」（Bendahara）と称されるジョホール王家の世襲の宰相によってまとめられた。これに対し、イスカンダル・ムダを擁するアチェ王国は、1613年と1615年にジョホール王国に対し攻撃を加えた。
イスカンダル・ムダはスマトラ島の大部分を制圧し、一時はマレー半島のパハンも支配下に入れたが、1629年のムラカ遠征の際、ポルトガルとジョホールの連合によって、アチェ海軍は全滅を喫している。このころ、ジョホール王家は、配下のトルンガヌ（現マレーシア・トレンガヌ州）の王とパタニ王国の女王ラジャ・ウングの王女との婚姻を仲介している。パタニ王国（現在のタイ王国パッターニー県）は、マレー半島にあったマレー人のムスリム政権で東南アジアでイスラームを奉じた国家としては古い歴史を有していたが、北のシャム（アユタヤ王朝）からの脅威をかかえていた。パタニの王女ラジャ・クニンとトルンガヌ王ヤン・ディ・ペルタン・ムーダ・ジョホールとの婚礼が執り行われたのは1632年のことである。
イスカンダル・ムダが活躍していた時期のジョホール王国はアチェに対し守勢にまわらざるをえなかったが、1636年、イスカンダル・ムダが死去すると、ジョホールはオランダ東インド会社と協力して勢力の回復をはかった。1641年、オランダ勢力がポルトガル支配のムラカを包囲すると、ブンダハラ・スクダイ擁するジョホールはそれを援助し、ムラカのポルトガル要塞を陥落させてポルトガル勢力をムラカより駆逐した。オランダ軍は海と陸から、ブンダハラ・スクダイは陸上からムラカを攻撃したが、その時点で、町の人口はすでに飢饉と感染症（ペスト）のために激減していたといわれる。
この年、ジョホールはオランダの仲介によりアチェ王国とたがいを認め合う協定を結び、和解している。アチェ王国はパハンより撤退し、たびたびアチェとのあいだで覇権を競ったデリ王国（現インドネシア・北スマトラ州）とペラク王国へのジョホール王国の宗主権も復活させた。1642年、ジョホール王アブドゥル・ジャリル・シャー3世はバトゥ・サワールに新都を建設した。

#### 全盛期のジョホール王国
17世紀中ごろ、こうしてジョホール王国はオランダ勢力やアチェ王国とも良好な関係を形成しつつ、マラッカ海峡の海上民の支援のもとに全盛期をむかえた。
王国は、バトゥ・サワールを中心としてマラッカ王国の版図をほぼ回復してマレー半島南部からスマトラ島中部にまたがる海洋帝国をきずき、国際貿易の中心地となった。この時期のジョホールはとくにスマトラ東岸の諸港市とのむすびつきを強め、カンパル（現インドネシア・リアウ州）、インドラギリ（同リアウ州）、ジャンビ（同ジャンビ州）などの港市は中部スマトラの産品の搬出に利用された。スマトラの動向を重視するジョホール王国にとって、スマトラ島の山間盆地（現インドネシア・西スマトラ州）に本拠を置くミナンカバウ人王朝の権威中枢はとりわけ重要な意味をもっていた。そのことは、ミナンカバウのパガルユン王国の王とジョホール王とのむすびつきを示す口承が後世に伝わっていることからもうかがわれる。
オランダもまた、マラッカ海峡の秩序維持のため、ジョホールとの友好関係を重んじた。ムラカはすでに重要な港市ではなくなっており、そのこと自体はオランダ東インド会社にとっては不幸なできごとに相違なかったが、域内貿易全体からみればジョホールの安定こそが重要であると判断されたのである。オランダは、ポルトガル人追放の協力への代償としてジョホールの王族・貴族にムラカでの航行許可証を不要とし、貿易関税を無税とした。ジョホールの王侯貴族たちは交易特権を活かして外国商人たちと結び、かれらのパトロンとして交易に参加した。外国商人の立場からすれば、ジョホールの王侯貴族と結ぶことでオランダが課した交易上のさまざまな拘束からまぬがれることができたのである。
ジョホールのスルタンは交易従事者が必要とするすべての施設を提供した。ジョホールは、スマトラ島の胡椒や金、マレー半島の錫を主な交易品として、外来商人たちを引きつけ、ジョホール王国自身もインド綿布を購入するため、オランダ公認の下でインド東部のベンガル地方や南東部のコロマンデル海岸に船舶を派遣し、さらには中国の南シナ海沿岸に船舶を派遣して交易の振興に努めた。また、香辛料を輸入するため、さかんにマカッサル王国とも交易をおこなった。こうした努力により、中国南部や台湾からの商人、ベトナム・カンボジア・シャムの商人、また、アラブ人、インド人の商人がジョホールの王都に多数逗留し、さらにポルトガル人、イギリス人、デンマーク人らも寄港した。17世紀後半、ジョホールは東西の中継貿易港として、オランダ領ムラカをしのぐ繁栄をきずいている。1695年にスコットランドのアレクサンダー・ハミルトンがジョホール王国を訪れたとき、1,000家族におよぶ中国人の職人や商人が居住し、アラブやスーラト（現インド・グジャラート州）出身の宗教家も多数活躍していた。リアウはとくに、かつてのムラカと同様、イスラーム研究と教育の中心地であった。特別の宗教用宿舎が設置され、正統派の多数の学者を収容し、タリーカ（スーフィー教団）による伝道がさかんになされた。

#### ジャンビとの抗争
上述の「三角戦争」のあいだ、ジョホール王国の内部ではスマトラ南東部のジャンビ王国が経済的にも政治的にも地域権力として台頭してきていた。1666年、ジャンビは、繁栄するジョホール王国の支配から脱却しようと試み、この年から1679年までの13年間、両者は戦争状態に陥った。この内戦の直接の原因は、ジョホール王国とジャンビ王国のあいだでの王室間の結婚が破約になったことであった。ジョホールの首都バトゥ・サワールは、戦争中の1673年、ジャンビ軍から略奪を受けている。それは2,500名におよぶ捕虜や黄金を奪うという大規模なものであり、王国にとって大きな災禍となった。王国の首都は、ジャンビからの攻撃を回避するために頻繁に移動せざるを得なかった。アブドゥル・ジャリル・シャー3世の治世（1623年-1677年）は長きにおよんだが、その間、王国を維持していくための努力として、権力の中心は、ペカン・トゥーアからジョホール・ラマ、セルユト、テナ・プテ、バトゥ・サワールそしてマカム・タヒドへと移動した。

#### ミナンカバウ人・ブギス人のマレー世界への参入
ポルトガル、ジョホール、アチェの三者抗争が終結し、ジョホールが域内の拠点として台頭すると、マラッカ海峡にはスマトラ島内陸部のミナンカバウ人やスラウェシ島（セレベス島。現インドネシア）のブギス人が多数参入しはじめた。ミナンカバウの人びとの多くがスマトラ東岸やマレー半島に移住し、農業や商業にたずさわり、マカッサルがオランダに占領された17世紀後半にはブギス人の移住が始まった。
ブギス人は航海技術に優れ、高い戦闘能力を有して傭兵としても有能であった。ジャンビとの戦争において重要な役割を果たしたのもブギス人であった。これら新規移住者たちは、当時人口が稠密であったスマトラの主要港市においては、しばしば先住民との軋轢を生んだが、比較的余裕のあるマレー半島では出身地ごとにコミュニティを形成し、スランゴール（現マレーシア・セランゴール州）、ランガット（同セランゴール州）、リンギ（同ヌグリ・スンビラン州）などの各地で集住地が形成されて定住が進んだ。ジョホール王国にとって、移住者の存在は出身地とのあいだの交易活動を促進させ、移住先には農業・鉱業開発の担い手をもたらすことにもなるので、その活動を認めた。
17世紀中葉から後葉にかけて隆盛をきわめたジョホール王国であったが、王位継承をめぐる内紛やブギス人傭兵による政治介入などによって、17世紀末葉から18世紀にかけてはその繁栄にもしだいに翳りがみえるようになった。

### 政変とジョホール・リアウ王国

#### マフムード弑逆事件とブギス人

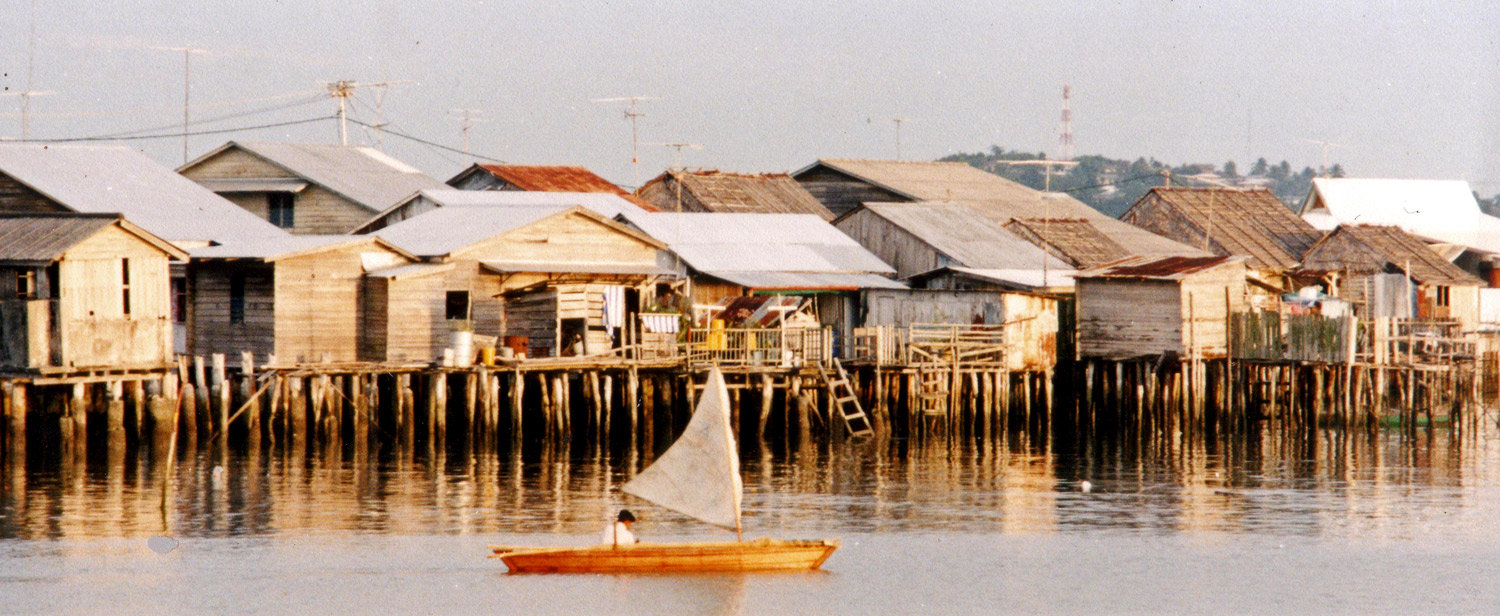
リアウ諸島のマレー式水上集落

1699年、ジョホール王国のスルタンで不安定な気質の持ち主といわれたマフムード・シャー2世が、相続人不在のままブンダハラ（宰相）によって殺害され、マラッカ王家の王統が絶えた。マフムードとは従兄弟の関係にもあったブンダハラは、アブドゥル・ジャリル4世と称してクーデターを起こし、みずからスルタンを宣言した。この事件に対し、それまで王家に忠誠を誓っていた海上民たちは動揺し、ジョホールから離反し始めた。新スルタンのアブドゥル・ジャリルは、この海上民の動揺を収めるため、王都を自勢力の拠点であるリアウ諸島に移した。これにより、アブドゥル・ジャリルは海上民たちを帰順させることにようやく成功した。
しかし、1717年、マフムードの遺児であることを主張したラジャ・クチルがスマトラ島のシアク（現インドネシア・リアウ州）に現れた。ラジャ・クチルはこのとき、新スルタンに対し、みずからミナンカバウのバガルユン王家の支持を得ていることを強調している。ラジャ・クチルはアブドゥル・ジャリルを攻撃し、彼をスルタン位から降ろし、1718年にジョホールの王を名乗った。アブドゥル・ジャリルは、ラジャ・クチルのもとを逃れ、マレー半島東岸のトルンガヌに移動し、現在のパハン州やクランタン州の地元首長らの支持を得て宮廷を構えたが、ラジャ・クチルの放った刺客により、1721年、パハンで殺害された。
これに対し、南スラウェシ出身のブギス人は、旧ブンダハラ家を支えた。アブドゥル・ジャリルの子息ラジャ・スライマン（スライマン・バドラル・アラム・シャー）はブギス人に対し同盟と参戦を要請し、ブギスの人びとはそれに応えたのである。ラジャ・クチルはブギス人の猛攻のため、リアウ諸島からシアクに後退せざるを得なくなった。傭兵として高い戦闘能力をもち、航海技術にすぐれたブギス人に対し、ラジャ・クチル側を支援したミナンカバウの人びとは内陸河川での戦闘を得意としており、海戦は得意ではなかった。なお、リアウ撤退後にラジャ・クチルによって建国されたシアク王国は、ミナンカバウの胡椒やガンビール、コーヒー、米、金、籐や蜜蝋など、主として山林に依拠する物品を輸出する港市として19世紀中葉まで栄えた。
こうしてブギス人はラジャ・クチルをリアウから追放し、ラジャ・スライマンをジョホール王国の新しいスルタンとしてむかえた。ラジャ・スライマンは、1722年から1760年までスルタンとして君臨し、本拠をリアウ諸島の主島ビンタン島に置いた。それゆえ、これ以後のジョホール王国はしばしば「ジョホール・リアウ王国」の名で呼ばれる。王都は、ビンナン島のタンジュン・ピナンに置かれた。このころから、ジョホール王国はしだいにスマトラ各地に対する支配権を失うようになっていった。それにともない、マレー半島の各地の領主は錫の採掘と輸出を基盤としてしだいに勢力を有するようになった。
17世紀の末頃から海産物の干物が中国向けの商品が重要になり、中国人商人がリアウ・リンガ諸島やブルネイ王国（現ブルネイ）、スールー諸島（現フィリピン）のホロ島を中心とするスールー王国などに赴き、大々的に集荷するようになったため、東南アジアの群島部では海洋資源の開発が始まった。しかし、海上民の漁労のみでは中国人商人の需要を満たすことができなかったため、各地の権力者、商人、海上民自身も含め必要な労働力を調達するための奴隷狩りをおこなうようになり、これは金品の略奪もともなったため、海賊活動がさかんになった。
マレー半島の南端沖に所在し、マラッカ海峡の南の入口にあたるリアウ諸島を抑えたジョホール・リアウ王国では、海上民のみならずブギス人が、海運や商業の従事者として、また軍事力として重要な役割をになった。ブギス人の首領ダエン・マレワは、スライマンを援助した見返りに副王（ヤン・ディプルトゥアン・ムダ）の地位を獲得し、代々ダエン・マレワの5兄弟の子孫が世襲することとなった。さらに、ブギス人は王国内においてマレー人と同等の地位が保障され、リアウ港での停泊税や交易関税は免除された。リアウは、海産物のほか、スマトラ島やマレー半島の胡椒や錫、さらにビンタン島ではガンビール（ガンビールノキ）の栽培をおこなって、これらを輸出した。また、王国を実質的に支えていたブギス人は前代からマレー文化の影響を強く受けて熱心なムスリムとなっており、リアウは東南アジアにおけるイスラームのセンターの1つとして繁栄した。

#### ブギス人とオランダ勢力の抗争
ブギス人が主導するジョホール・リアウ王国に対し、スルタン・スライマンの女婿でトルンガヌ王国のスルタンであったマンスールは、マレー人王権の復権を図って反旗をひるがえした。スルタン・マンスールは、ダエン・マレワのあとリアウの副王となったダエン・チュラクが1745年に死去し、その甥にあたるダエン・カンボジャが副王位に就くと、オランダに対し、リアウからブギス人を追放するよう助力を依頼した。オランダは、監視網をかいくぐって香辛料や奴隷を運んでくるブギス人の交易活動を敵視していた。トルンガヌのマンスールは、1747年、オランダとのあいだで、協力の交換条件として、リアウの影響下にあったシアクやスランゴールなどの土地と関税免除の特権をオランダに提供する旨の相互協定をむすんだ。
これに対し、副王ダエン・カンボジャは、1754年にリアウ諸島在住のすべてのブギス人をマレー半島のリンギに移住させ、リアウの交易に大打撃をあたえた。1755年、オランダ勢力がシアク王国で親ブギス派のスルタンを追放した事件を契機として両者間で戦争が始まった。ブギス勢は、ムラカを先制攻撃して多大な損害をあたえたが、翌年に体制を立て直したオランダ軍との戦いに破れ、講和に応じざるをえなくなった。その結果、マレー半島のリンギ、クラン（セランゴール州）、ルンバウ（ヌグリ・スンビラン州）のブギス人はオランダを宗主として認め、ジョホール国王を君主としてあおぐことに同意した。スルタン・マンスールはオランダに対し、ブギス人のさらなる追放を重ねて求めたが、当時のオランダにはそのような力はなく、この要請は却下された。

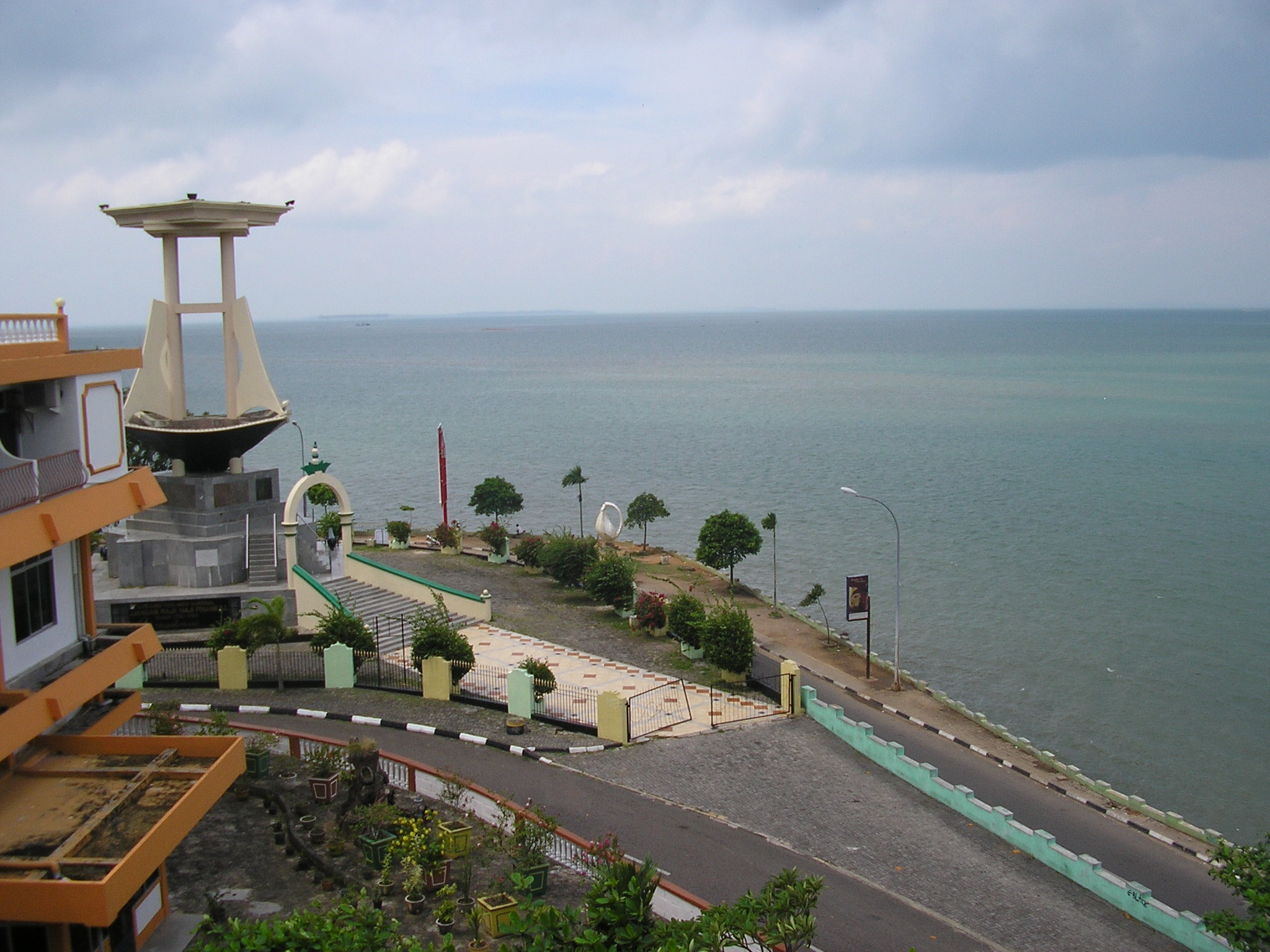
リアウ王国の王都だったタンジュン・ピナンに所在する副王ラジャ・ハジのモニュメント

オランダからの助力を得られなくなったマンスールがトルンガヌに戻ると、マレー人高官たちはダエン・カンボジャにブギス人のリアウへの復帰を求めた。ブギス人なくしては、リアウの交易は成り立たない状態となっていたからである。スルタン・スライマンの死後、アブドゥル・ジャリル・ムアッツァム・シャー（1760年-1761年）とアフマド・リアヤット・シャー（1761年-1762年）のスルタン2人が相次いで死去したあと、ダエン・カンボジャはスルタン・スライマンの孫で、自身の孫でもある幼少のマフムードをマフムード3世として王位に就け、王国の実権を確実なものとした。

#### リアウ王国の繁栄
18世紀中葉、リアウはブギス人の海運活動に支えられ、10万人もの人口を抱えて繁栄した。ジョホール・リアウ王国副王の末裔ラジャ・アリ・ハジが19世紀に著述した『トゥーファト・アル・ナーフィス（貴重な贈り物）』によれば、リアウの人口10万のうち半数はブギス系の人びとであったという。ブギス人は、モルッカ諸島（マルク諸島、現インドネシア）や小スンダ列島（現インドネシア。バリ島からティモール島まで東西に連なる）などでも広く交易活動に参加した。当時オランダ東インド会社が交易独占を試みたモルッカの香辛料をその監視網をかいくぐって購入し、故地であるスラウェシ島やカリマンタン島を経てマラッカ海峡域に供給した。パレンバン（現インドネシア・南スマトラ州）やジャンピの胡椒、スランゴールの錫などをもたらしたのもブギス人たちであった。リアウの繁栄が頂点に達したのは、上述の副王ダエン・カンボジャの時代、およびダエン・チュラクの子で1777年に副王となったラジャ・ハジの時代であった。
リアウには、ブギス人や中国人、イギリス人私貿易商人、インド系ムスリム商人、アラブ商人などが寄港し、西方からはインド産の綿布やアヘン、武器や弾薬をもたらした。リアウ周辺の海域はまた、対中国貿易の輸出品として重要な海産物も豊かであった。海産物の漁労や採集を担ったのは海上民であったが、18世紀中葉に中国からの来航船が増えると中国商人とともに移住者も増加した。また、18世紀後半にはサイイド（「主人」）やシャイフ（「族長」）を名乗るアラブ人が多数居住し、イスラーム神秘主義教団の活動もさかんであった。
なお、この時期にはイギリスも東南アジア貿易に乗り出した。1623年のアンボイナ事件でオランダに一敗地を喫してインド亜大陸やイランに転進しながらも積極的にアジア進出に乗り出していった。イギリスは、18世紀中葉のインドでのフランスとの抗争に勝利したあと、特に東南アジア進出をさかんに進めた。

### 「商業の時代」の終焉とリアウ王国の衰亡

#### 「商業の時代」から「開発の時代」へ
17世紀後半から18世紀の前半にかけて、オランダの台湾における根拠地であったゼーランディア城が鄭成功によって占領されたため、オランダが日本や清国向け商品であった砂糖、樟脳、鹿皮などを東南アジアの地域内で調達しなければならなくなったこと、胡椒の供給過多によって胡椒価格が大幅に下落したこと、日本からの銀の輸入が途絶えたこと、ヨーロッパで茶やコーヒーの消費が拡大し、また、キャラコブームが起こったことなどによって、東南アジア、とくに諸島部の国際貿易活動に大きな変化が生じた。
端的にいえば、東南アジア海域では銀不足もあってインド産の綿布や中国産のさまざまな商品を入手することが困難になっていったのである。これにより、中継貿易そのものが全体的に低迷し、以前のような利益が商業から得られなくなって、東南アジアにおける「商業の時代」は終わりを告げた。それは、交易に生きてきたジョホール王国にとって転機をせまるものであった。こうした状況の変化に対応する方法としては、輸入品の国産化と新しい輸出商品の開発が考えられる。上述の海産物や錫の開発などは新しい輸出商品をつくりだそうとする営為の事例といえる。いずれにせよ、こののちジョホール・リアウ王国を含めた東南アジアでは開発経済が指向されるようになった。東南アジアもまた「開発の時代」をむかえたのである。

#### リアウ王国の衰亡と英蘭戦争

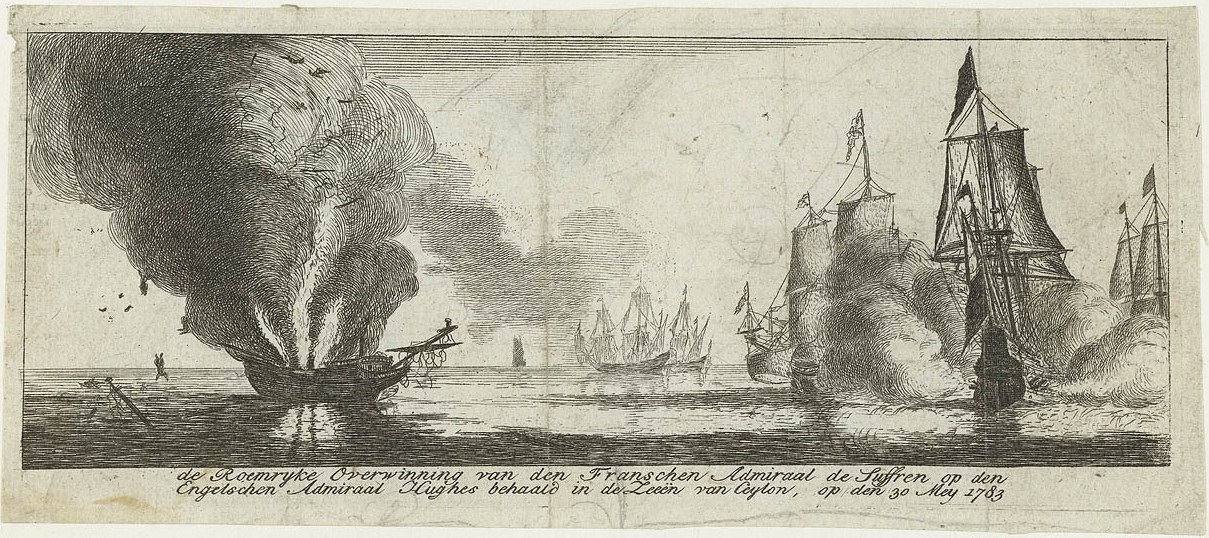
第四次英蘭戦争におけるフランスの提督ピエール・アンドレ・ド・シュフランの介入（1783年、セイロン島沖）
----
シュフラン提督率いるフランス海軍がイギリスのエドワード・ヒューズ提督に挑んだことでアジアにおけるオランダの植民地がおおいに救われている。

1780年、ヨーロッパ大陸では第四次英蘭戦争が起こり、その余波は東南アジアにもおよんだ。1782年、オランダ勢力がリアウに停泊していたイギリス船を捕獲した行為に対し、副王ラジャ・ハジは怒り、オランダに抗議するとともに、ブギス人の慣習にしたがって支配者の取り前として没収品の半分を差し出すことを求めた。しかし、この要求は拒絶されたため、ラジャ・ハジはリアウ、スランゴール、ルンバウ在住のブギス人を動員して戦闘準備を進めた。オランダは1783年末にリアウを先制攻撃したもののブギス人の反撃により敗北し、撤兵した。ラジャ・ハジは王国の全戦力をオランダ領ムラカの包囲に投入し、オランダ勢力はそのため窮地に陥ったが、1784年にイギリスとの戦争が終わると、本国は6隻の艦隊をムラカに派遣、ようやくこの難をのがれた。
1784年8月、勢いづいたオランダはスランゴールを降伏させてオランダ支配を認めさせ、同年10月にはリアウも占領した。スルタンのマフムードは、オランダの進駐軍に対し、ブギス人の束縛から自由になったとして感謝の意を述べ、ジョホール・リアウ王国がオランダの属国となる協定に同意した。これにより、リアウの宮廷にはオランダ人理事官が送り込まれ、その実質的な統治者となり、リアウ以外の場所で出生したブギス人はリアウより追放された。
ところが、スルタン・マフムードはやがてオランダ人理事官の監視を嫌悪するようになり、両者の関係は悪化した。マフムードは協定に違背し、当時マラッカ海峡域にまで進出しはじめたスールー王国の海洋民イラヌン人を用いてリアウのオランダ人を追放した。しかし、協力の報酬をめぐる問題からイラヌン人たちとマフムードが対立するようになり、そこへオランダの反撃があってスルタンはパハンに逃亡した。リアウの多くのマレー人がパハンやトルンガヌへ、ブギス人もスランゴールやシンタン（現インドネシア・西カリマンタン州）をはじめとするカリマンタン（ボルネオ島）などに去って、リアウの繁栄は終焉をむかえた。18世紀末ころの王国は、大きくはリアウ王国とパハン王国とに分裂の傾向を見せるようになった。
一方、イギリス東インド会社は、1786年にはマラッカ海峡に臨むペナン島（現マレーシア・ペナン州）を獲得している。これは、シャムの攻撃を恐れたクダ王国が、イギリスのフランシス・ライトの提案に応えて、イギリスの軍事援助の見返りにペナン島を東インド会社に賃貸したものである。この後、ペナン島は「プリンス・オブ・ウェールズ島」と改名され、イギリスの東南アジア進出の拠点となった。1791年にはシャムがパタニ王国を侵攻したため、クダ王国は協定によりイギリスに派兵を要求したが拒否されている。イギリスの違約を知ったクダ王国は1万人規模の大軍を動員してペナン島奪回を企図したが、この計画は事前にフランシス・ライトの知るところとなり、クダはペナン奪回に失敗したのみならず、島の対岸に位置するマレー半島のスブランプライをも奪われ、ともに正式にイギリスへ割譲することとなった。

### 王国の分裂とマレーの植民地化

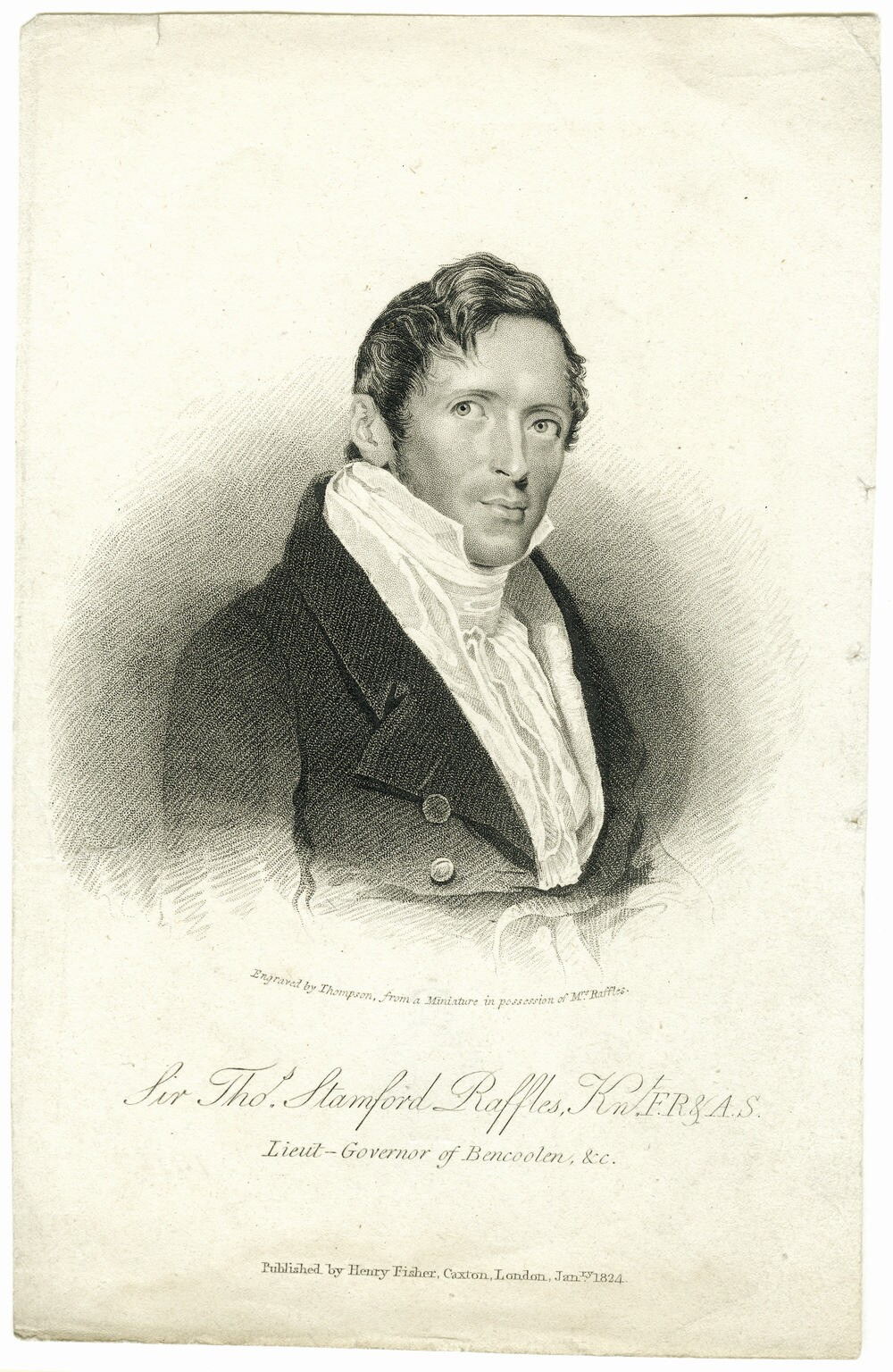
「シンガポールの産みの親」といわれるトーマス・ラッフルズ

1804年、スルタン・マフムードとブギス人の副王ラジャ・アリは盟約を結んでリアウに復帰した。しかし、双方の確執は解消されることなく、まもなくスルタンはリアウを去って、さらにその南方のリンガ諸島（現インドネシア・リアウ諸島州）へ移った（「ジョホール・リアウ・リンガ」）。
1812年、マフムードが2人の息子を残して死去すると、王位継承をめぐってブギス側（副王派）とマレー側（スルタン派）が対立した。イギリスとオランダがこれに介入し、マフムードの長子フサイン（フサイン・マフムード・シャー）はブンダハラ（宰相）やトゥムングン（首長）らマレー人高官の支持を得たが、ブギス人は弟のラーマン（アブドゥル・ラーマン・ムアッツァム・シャー）を擁護した。ナポレオン戦争終結後、バタヴィアを取り戻したオランダは従来の制限貿易政策を変えず、それに対し、自由貿易政策を奉ずるイギリスはオランダに対抗するため、戦略的にも、交易の利便のうえからもマラッカ海峡の北に位置するペナン島よりも海峡の南口付近にあらたな拠点の候補地を求め、リアウ在住のブギス人副王と交渉をもち、1818年8月には、その交渉をほぼ終えていた。しかし、オランダはその年の11月に同じ副王と条約を結び、リアウに駐在官と守備隊を配置して、ラーマンをリアウ・リンガ王国の正統と認めた。
1819年、イギリス東インド会社の社員トーマス・ラッフルズは、英領インド初代総督となったウォーレン・ヘースティングズの許可を得て、ジョホールの対岸にある島シンガプラ（現在のシンガポール）に上陸し、リアウにあったマレー派の王族フサインを招き、ジョホール王として即位させた。この島の地政学的重要性に目を付けたラッフルズは、ジョホール王となったフサイン・マフムードとシンガプラの首長（トゥムングン）であるマハーラージャ・アブドゥル・ラーマンとのあいだで協定を結び、要塞と商館を建設することを合意してジョホール王フサインからこの島を買収した。以後イギリスは、この島に関税のかからない自由貿易港を建設し、東南アジア貿易の拠点とした。やがて、シンガポール島全体がイギリスの植民地になっていった。
シンガポールは「イギリス帝国」を構成する一大拠点となり、リアウに代わって新たな交易拠点として発展し始めるようになった。その際、ラッフルズが交易のパートナーとして最も期待したのが、ブギス人であった。ブギス人たちは、中国市場向けの重要な商品である燕の巣や鼈甲（べっこう）、砂金、龍脳、安息香などの海産物・林産物を東部インドネシア各地やスマトラ島・カリマンタン島などからシンガポールへ運び、そこでインド産の綿布やアヘン、ヨーロッパ産のタバコを得た。蒸気船が一般的なものとなる19世紀後半まで、東部インドネシア海域で最も活発に交易活動を担ったのはブギス人たちだったのである。
1824年、イギリスとオランダの両国は、マラッカ海峡域における互いの勢力範囲を確定させた英蘭協約をロンドンで締結し、イギリスの領有するスマトラ島西海岸のブンクルとオランダ領ムラカを交換した。これにより、イギリスはペナン-ムラカ-シンガポールをむすぶマレー半島西岸諸港市を手中に収めた。同時に、リアウ・リンガ諸島はじめスマトラ島やジャワ島はオランダの勢力圏となり、リアウ王国とジョホール王国の分離が決定的なものとなった。これにともない、リアウ・リンガ王国はスマトラ島中部と付近の島々、ジョホール王国はマレー半島南部を支配することとなったが、二王家の王国内での支配権は名目的なものにすぎず、ジョホール地方はすでにトゥムングン家の事実上の領土となっていた。マレー半島側にフサインの直轄すべき土地はすでになく、ラーマン側はリアウ・リンガ王国の体裁をかろうじて保持しているという状態であった。この協約は、見方を変えれば、英蘭両国による事実上の植民地分割にほかならなかった。そして、マラッカ王国以来、歴史的に一体的なものとして形成されてきたムラユ（マレー）世界は、現代におけるマレーシアとインドネシアの2国家による分断へと導く起点となったのである。
1826年、イギリスはシャムとのあいだにバーニー条約を結び、ペナン島、ムラカおよびシンガポールを一括して「海峡植民地」と称する植民地を成立させ、その首都をシンガポールに置いた。マレー半島南部では、独立国としてパハンとジョホールの2王国をのこすばかりとなった。そして、イギリス勢力は、ペナン、ムラカ、シンガポールで中国向けの輸出品の生産をおこなわせようとしたが、その営みはすべて失敗し、貿易の中継基地としての機能のみがのこった。イギリス東インド会社は、それを維持するために海峡植民地をすべて自由港としたのである。

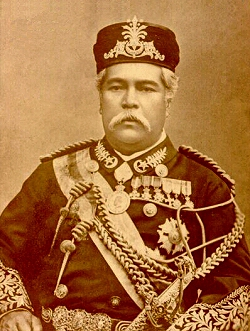
「近代ジョホールの父」といわれるアブ・バカール

1833年にイギリス東インド会社の領有権がイギリス国王の統治権下に置かれ、さらに1858年には東インド会社の解散にともない、海峡植民地はイギリスの直轄植民地となった。海峡植民地の統治はイギリス植民地省によって担われることとなったが、この間も、ジョホールは王国としての独立を保った。しかし、それまで東南アジア海域に参入した外来勢力に対し、むしろそれを介在させることで海域における固有の権力を構築してきた港市支配者に対し、今やその権限を厳しく制限する植民地支配が直接持ち込まれつつあったのであり、東南アジアも本格的な帝国主義時代をむかえたのである。

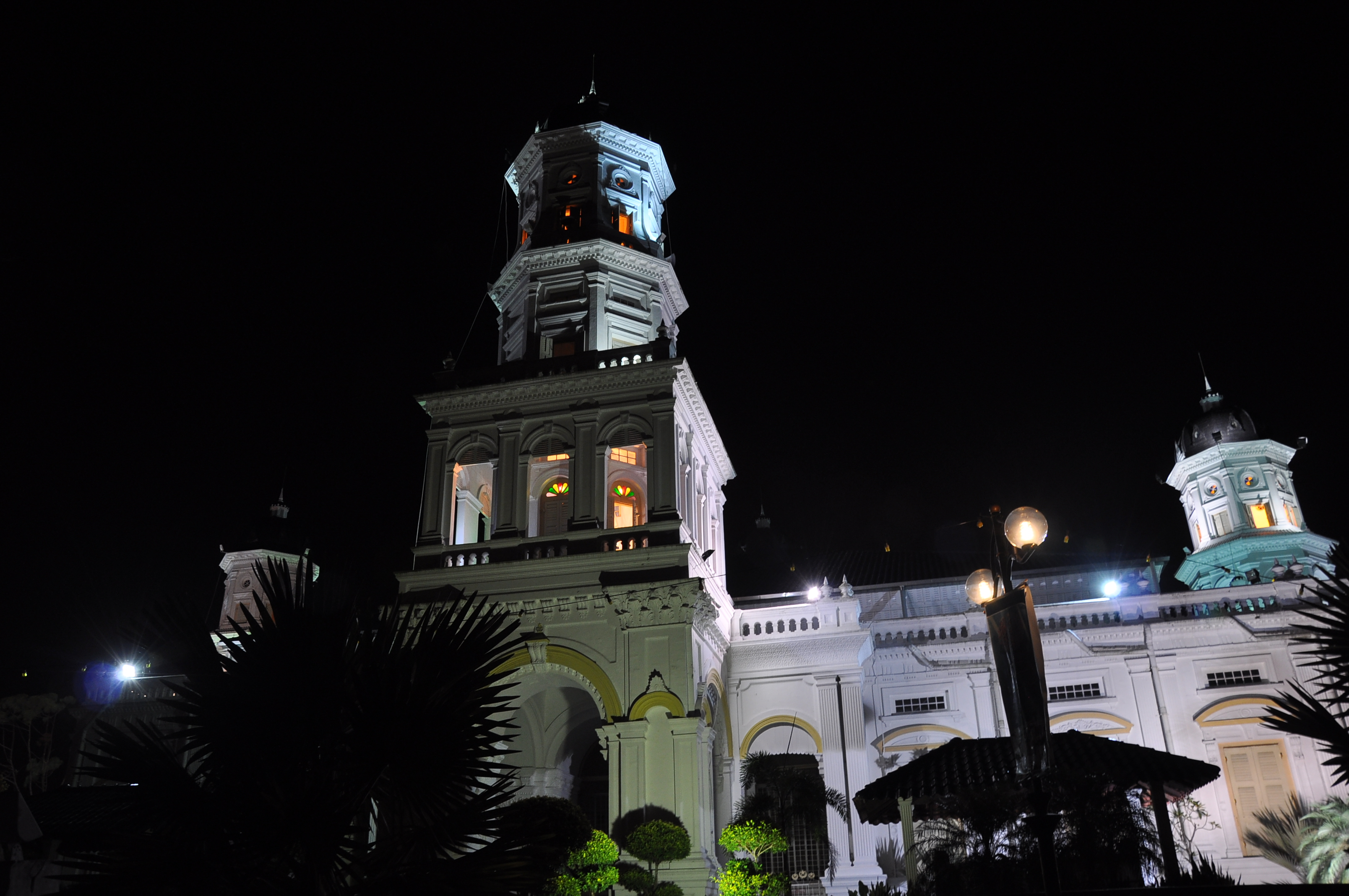
ジョホールバルのスルタン・アブ・バカール・モスク

一方のリアウ・リンガ諸島にあっては、マレー系のスルタンやブギス系の副王が、シンガポール開港後も活発な経済活動を展開した。群島部の諸王国は海産物の生産と海賊行為が続くかぎり繁栄をつづけたのである。半面、マラッカ海峡を挟むかたちで勢力圏を定めた英蘭両国は、この海峡域で頻発する「海賊」活動に悩まされた。シンガポール開港とともに、海上民がヨーロッパ船や中国のジャンク船を襲う海賊行為はむしろ開港以前より増加したのである。ヨーロッパ人支配者が在来勢力の利得や便益を充分に満足させることができないとき、マラッカ海峡は海賊が活躍する危険な海域へと変わっていった。
これについては、オランダもイギリスもともに割り当てられる人員と財源には限界があり、海賊行為に効果的に対処することは難渋した。そこで、英蘭両国は、ジョホールのトゥムングンやリンガのマレー系スルタン、リアウのブギス人副王に報奨金を与える代わりに、海賊の取り締まり強化を依頼し、また、とくにイギリスは奴隷貿易の根絶を図った。これは、一定の成果をあげたものの、海賊行為は、蒸気船が一般化し、武装した小型巡回ボートが普及する1870年代まで活発だった。海賊活動の終息がもたらされたのは、最終的には、海賊船が蒸気船の速度に追いつけなくなってからのことであった。

1922年の英領マラヤ
----
赤が海峡植民地、黄がマレー連合州、青が非連合州

1862年、トゥムングン家出身で、英主といわれたアブ・バカールがジョホール王国のスルタンに即位した（皇帝の称号があたえられたのは1866年のことである）。マレー半島の他の州が次々と植民地化されていくなかで、アブ・バカール率いるジョホールは国家を維持し、独自の経済開発を進めて近代化の実をあげた。アブ・バカールはシンガポールの対岸にあたるマレー半島南端に港湾を建設し、1884年、その港はジョホールバルと命名された。王宮もジョホールバルに遷され、1894年には憲法を発布した。アブ・バカールはこんにち「近代ジョホールの父」と呼ばれている。
一方、港市としては衰亡したリアウは、19世紀においてもイスラーム神秘主義者の集うセンターでありつづけた。マラッカ海峡においてブギス人が活発に交易に参加しようとする限り、交易者はイスラームを奉じてマレー社会の一員となることが重視されたからであった
イギリスはその後、マレー半島内部のヌグリ・スンビラン、パハン、ペラク（ペラ）、スランゴールなどスルタン領の諸国に干渉を加え、1896年にはこれら諸侯国を保護国化してクアラルンプールを首都とするマレー連合州を組織させた。1899年より始まったジョホールの鉄道敷設交渉では、アブ・バカールの後継者スルタン・イブラヒムとイギリス植民地省が対立し、このことは、イギリスがジョホールに対し攻勢を強める原因となった。マレー連合州は1909年、カリマンタン島のブルネイやマレー半島内の非連合州とともにシンガポール駐在の海峡植民地知事の管轄下に置かれてイギリス領マラヤが完成し、マレー半島北部のトルンガヌ、クランタン、クダ、プルリスの非連合州もイギリスの支配下に入った。ジョホールも非連合州であったが、ここにはイギリスの総顧問官が置かれ、王国の実権はイギリス人顧問の手にうつって、ジョホールの独立はほとんど名目的なものとなった。こうして、1909年にはイギリスによるマレー全土への支配権が確立した。
一方、ラーマンによって継承されたのちも王国の体裁を維持してきたリアウ・リンガ王国も、1911年、オランダによって廃絶された。最終的に今日のインドネシアの原型をなすオランダ領東インドが完成したのは、1910年代のことである。

### 現代のジョホール

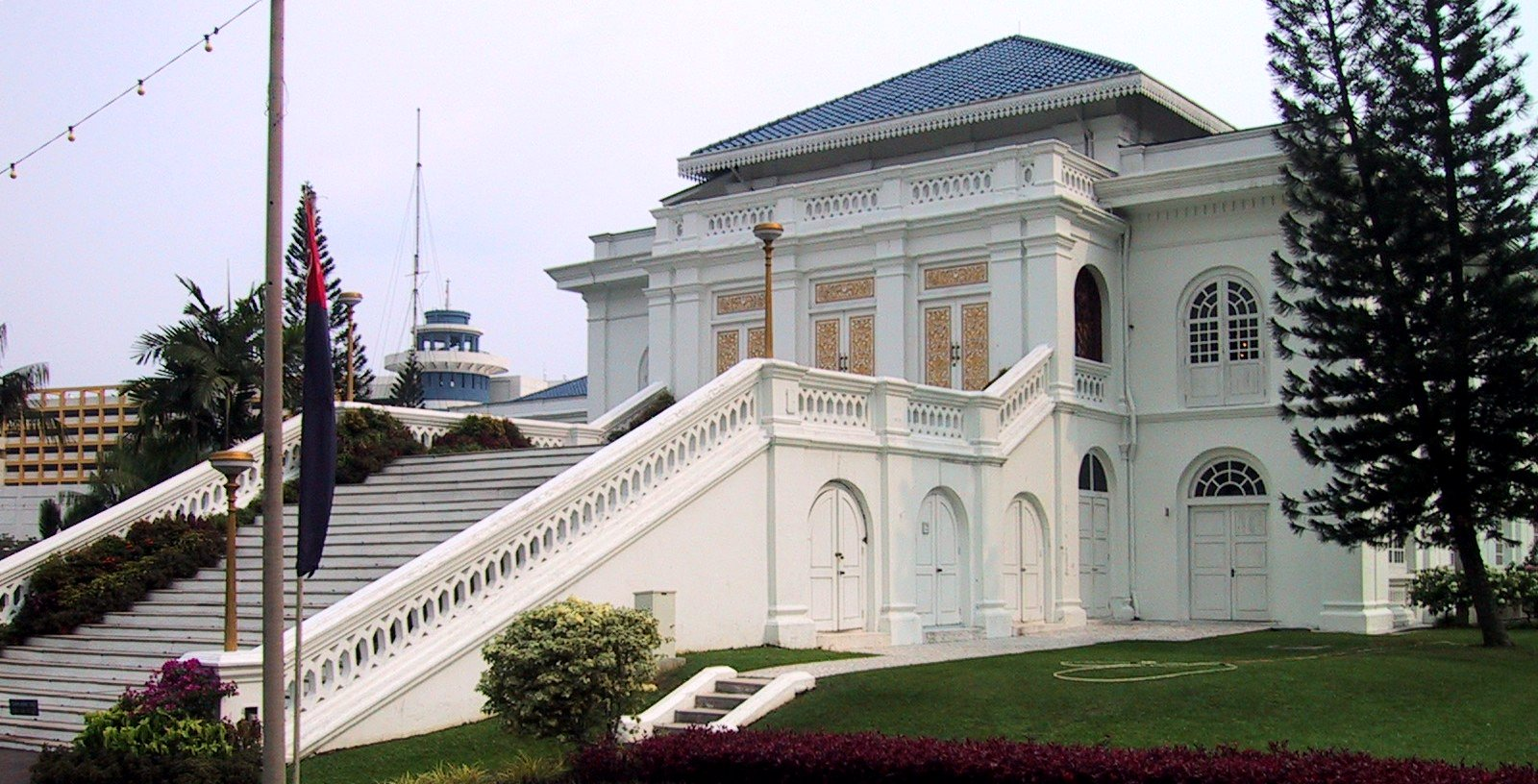
ジョホールバルのスルタンの宮殿

イギリスの支配下にあっても、ジョホールは諸侯国のひとつとして世襲のスルタンが王位を継承した。第二次世界大戦中は日本（大日本帝国）、戦後は再びイギリスの支配下に置かれ、1948年、イギリス保護領のマラヤ連邦の一部となった。1957年にはマラヤ連邦がイギリスより独立を果たし、1963年、シンガポールおよびイギリス植民地のサラワクとサバを合わせて立憲君主制の連邦国家「マレーシア」となったが、その際、ジョホールは連邦を構成する1つの州（ジョホール州）となって、現在に至っている。なお、1965年にはマレーシアよりシンガポールが分離・独立したが、現代のジョホールはその位置より、経済的・文化的にシンガポールとの結びつきが最も強い地域となっている。
スルタンの世襲は現在もつづいており、16世紀以来の伝統を今に伝えている。ジョホール州のスルタンは、他州のスルタン同様、マレーシア国王候補の資格をもち、国王選挙権を有している。なお、マレーシアの国王は現在、国内13州のうち9州（ジョホール州・クダ州・クランタン州・ヌグリ・スンビラン州・パハン州・ペラ州・プルリス州・スランゴール州・トレンガヌ州）にいるスルタンによる互選で選出され、任期5年となっている。互選が建前になっているものの、実際には輪番制に近い象徴的な君主である。
なお、ジョホール沖7.7海里に所在する無人島のペドラ・ブランカ島をめぐって、シンガポール・マレーシア両国間に領土問題が生じたことがある。島はもともとジョホール王国の領土であったが、1850年代にイギリスが島内にホースバー灯台を建て、シンガポール政府に管理を任せた。1965年のシンガポール分離独立後もシンガポールによる実効支配がつづいた。紛争の発端は、1980年、マレーシア政府が新作成の地図にペドラ・ブランカ島を自国領土として記載し、シンガポールが異議を提出したことにある。以後、両国間で領土問題について協議が行われてきたが、解決せず、最終的に国際司法裁判所（ICJ）の判断をあおいだ。2008年、国際司法裁判所はシンガポールの領有権を認めた。この裁判の結果を最終的に左右したのは、1953年9月にイギリス植民地政府に対し、ジョホール王国の国務長官代理が「島の所有を主張しない」と伝えた書簡の存在（シンガポール側が証拠書類として提出）であった。

## 統治形態と君臣関係
ジョホール王国の旧来の統治形態は、マラッカ王国のそれを引き継いだ。最も高い権威は、スルタンとして知られる「ヤン・ディ・ペルトゥアン」（国王）の手中にあり、スルタンは、スルタンへの助言を任務とする「マジュリス・オラング・カヤ」（富裕者の評議会）の補佐を受けた。評議会を構成したのは、ブンダハラ（宰相）、トゥムングン（首長）、ラクサマナ（提督）、シャーバンダル（港市長官）、そしてスリ・ビジャ・ディラジャであった。18世紀においては、ブンダハラはパハンに住み、ジョホールのトゥムングンはシンガポールのテロッ・ベランガに住んだ。各称号の貴族は、ジョホールのスルタンより授与された各権限にもとづき、それぞれ独立した地域の管理経営をおこなった。
ジョホール帝国は分権化されていた。それは4つの主要な封土とスルタンの領土から成っていた。封土については、ムアルとその領域はムアルのラジャ・トゥムングンの支配下にあり、パハンはブンダハラがその執事職を務め、リアウは副王の統制下にあって、現ジョホール州の主要部とシンガポールはトゥムングンの下にあった。それ以外の「帝国」の領域はスルタンに属した。リアウ・リンガ王国の時代には、スルタン自身はリンガに住んだ。ラジャ・トゥムングン・ムアルを除くオラング・カヤ（「富裕者」）はスルタンに直接上申することができた。ムアルにあってラジャ・トゥムングンはスルタンより独立国家の君主として承認されていた。
マレー人の間では、王族と臣下（海上民）の関係は双務的、ないし対等な者同士の契約関係であった。すなわち、王が臣下を保護する限りにおいて王に忠誠をつくすのであり、王が臣下に対し必ずしも絶対的な支配権をもつというものではなかった。しかし、その一方で、イスラームの受容によってマレーの王権は従前の「デワ・ラジャ（神王）」の観念に「ウンマ（イスラーム共同体）の統治者」という観念が付加され、しだいに「アッラーの地上における影」として絶対的な権威をもつようになった。時代が下るとともに従来の双務的な君臣関係は国王絶対の専制的なものに変化していったのである。王族・廷臣をはじめとするムスリムは、王に対して無条件の忠誠と服従を誓わなくてはならず、王に対する不忠や背信・反逆は「ドゥハルカ」と総称され、死刑をもって罰せられる重罪と考えられた。しかし、そのなかであっても、王は、「アディル」（正義）と称される王にふさわしい資質と規範をもたなければならないとされ、また、王族・廷臣らによるコンセンサスと協議による制約を受けていた。王位継承も含め、重大な政治的案件に関しては、王の独断専行は許されていなかった。ジョホールの国内政治史は、一面では、こうした異なる方向性をもつ君臣関係のせめぎ合いの歴史ともみなすことができる。

## 帝国の範囲
ジョホール王国は、マラッカ王国を受け継いでおり、その支配のおよぶ領域の範囲もまた引き継いだ。それは、マレー半島の南部とスマトラ島南東部であり、さらにリアウ諸島およびこれらに付属する島嶼におよんだ。これらのなかには、家臣の封土であるパハン、ムアル、ジョホール州主要部そしてリアウの島々などを含んでいた。「帝国」統治の中枢は時代により変遷しており、当初はサヨン・ピナン、そして、コタ・カラ、セルユト、ジョホール・ラマ、バトゥ・サワール、コタ・ティングリなどに首都が置かれたが、いずれもジョホール州内、リアウ諸島そしてリンガ諸島に位置していた。近代ジョホール王国の首都は、こんにち「ジョホール・バル」の名で知られるタンジュン・プテリに置かれた。

## 歴代スルタン一覧

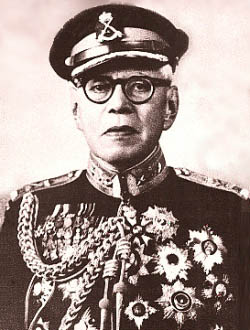
王国第22代のスルタン・イブラヒム（Sultan Ibrahim ibni Sultan Abu Bakar、在位:1895年-1959年）

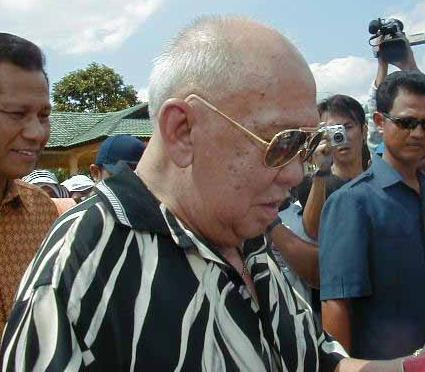
マレーシア国王も務めたジョホールのスルタン・イスカンダル（Sultan Iskandar ibni Almarhum Sultan Ismail、在位:1981年-2010年）

1. 1511-1528: Sultan Mahmud Shah I
2. 1528-1564: Sultan Alauddin Riayat Shah II (Raja Ali/Raja Alauddin)
3. 1564-1579: Sultan Muzaffar Shah II (Raja Muzafar/Radin Bahar)
4. 1579-1580: Sultan Abdul Jalil Shah I (Raja Abdul Jalil)
5. 1581-1597: Sultan Ali Jalla Abdul Jalil Shah II (Raja Umar)
6. 1597-1615: Sultan Alauddin Riayat Shah III (Raja Mansur)
7. 1615-1623: Sultan Abdullah Ma'ayat Shah (Raja Mansur)
8. 1623-1677: Sultan Abdul Jalil Shah III (Raja Bujang)
9. 1677-1685: Sultan Ibrahim Shah (Raja Ibrahim/Putera Raja Bajau)
10. 1685-1699: Sultan Mahmud Shah II (Raja Mahmud)
11. 1699-1720: Sultan Abdul Jalil IV (Bendahara Paduka Raja Tun Abdul Jalil)
12. 1718-1722: Sultan Abdul Jalil Rahmat Shah (Raja Kecil/Yang DiPertuan Johor)
13. 1722-1760: Sultan Sulaiman Badrul Alam Shah (Raja Sulaiman/Yang DiPertuan Besar Johor-Riau)
14. 1760-1761: Sultan Abdul Jalil Muazzam Shah
15. 1761-1762: Sultan Ahmad Riayat Shah
16. 1762-1812: Sultan Mahmud Shah III (Raja Mahmud)
17. 1812-1819: Sultan Abdul Rahman Muazzam Shah (Tengku Abdul Rahman)
18. 1819-1835: Sultan Hussain Shah (Tengku Husin/Tengku Long)
19. 1835-1877: Sultan Ali (Tengku Ali; tetapi baginda tidak diiktiraf oleh Inggeris)
20. 1855-1862: Raja Temenggung Tun Daeng Ibrahim (Seri Maharaja Johor)
21. 1862-1895: Sultan Abu Bakar Daeng Ibrahim (Temenggung Che Wan Abu Bakar/Ungku Abu Bakar)
22. 1895-1959: Sultan Ibrahim ibni Sultan Abu Bakar
23. 1959-1981: Sultan Ismail ibni Sultan Ibrahim
24. 1981-2010: Sultan Mahmud Iskandar Al-Haj
25. 2010-現在: Sultan Ibrahim Ismail Ibni Sultan Mahmud Iskandar

## ジョホール王国の歴史的意義

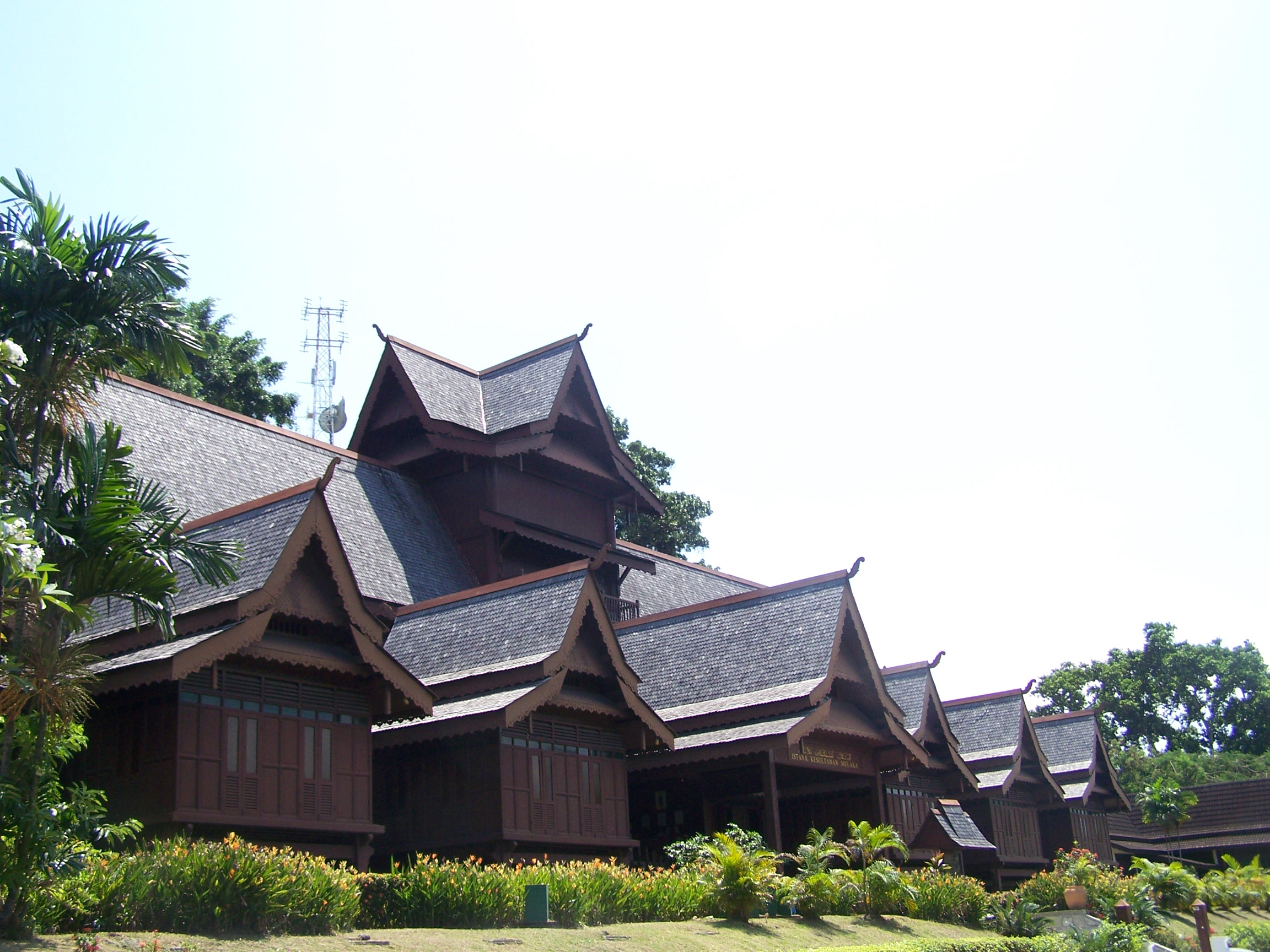
『スジャヤ・ムラユ』の記述をもとに復元されたマラッカ王国の王宮

ジョホール王国は、マラッカ王国の後身として現在のマレーシアにつながっている。
たとえば、マレー語の古典のなかでも特に重要なひとつとみられているのが上述の『スジャヤ・ムラユ』である。この歴史書は、1612年、ジョホール王国の世襲の宰相（ブンダハラ）によって現在のようなかたちに整えられた。内容はマラッカ王国の歴史で、アレクサンドロス3世（大王）にさかのぼり、パレンバン（スマトラ島）のシュリーヴィジャヤ王国のパラメスワラ王子の血を引くという王統の神話的記述にはじまり、マラッカの宮廷を中心としたマラッカ王国の建国とその黄金時代、そして、1511年のポルトガルの侵略による王国滅亡までを叙述している。
また、マラッカ王国時代のムラカで編纂された「ムラカ法典」は、シャリーア（イスラーム法）と在来の慣習法を統合したものであり、これはジョホール王国にも引き継がれて東南アジアの海域世界での商業規範となった。この法典はジョホール・リアウ王国のみならず、アチェ、クダ、パハン、パタニ、ポンティアナック（現インドネシア・西カリマンタン州）、ブルネイ（現ブルネイ・ダルサラーム国）などの諸港市でも採用され、再編纂された。この法典のなかの「海事法」は特に、船長や乗組員の役務や権限のほか積荷の扱いなどの詳細な規定であったが、これもまた、ブギス人によって再編成された。その結果、ムラカ-ジョホールの商業ネットワークをとおして、売買・賃貸・委託取引などをめぐる規範をそのなかにもっているイスラームの教えが重視された。東南アジアのイスラーム化は、大量の移民や軍事的征服によらずして既存の王国全体が王を頂点としてイスラームに改宗したことが特徴的であり、それは諸港市をむすぶ紐帯・規範として機能した。
本来、「マレー人」とはマラッカ王国の王族・貴族およびムラカの地元民を指していた。しかし、上述のように、マレー世界の広がりとともに、ミナンカバウ人やブギス人が交易に参入し、ジョホール王国の国内政治においても重要な役割をになうようになると、「マレー人」は、その出自よりも文化様式にもとづいて再定義されることが多くなった。たとえば、リアウに居住したブギス人たちは、必ずしもマレー人との差異を強調したわけではなかった。ブギス人は、マレー人との通婚などを通してマレー文化に親しみ、自分自身をマレー社会の一員と考えていた。上述の『トゥーファト・アル・ナーフィス（貴重な贈り物）』の著者で副王家に連なるブギス人のラジャ・アリ・ハジは、自著のなかでヨーロッパ文明に傾倒して伝統的なマレー文化を軽視しがちなリンガ諸島在住のスルタンを批判し、マレー人支配者の採るべき行動や正しいマレー語の使用法を訴えているほどである。そしてまた、マレー人王族との共存を『クルアーン（コーラン）』をはじめとするイスラームの教義のなかに見出そうとしたのである。
さらに、現在のインドネシアの国語であるインドネシア語、マレーシアの公用語のひとつであるマレー語、さらにブルネイの公用語ブルネイ・マレー語（ムラユ語）はともに、かつてはムラカの言語であったが、東南アジアの島嶼部で広く商業用の共通語として用いられたところから、ジャワ語など多数者の日常語をさしおいて、それぞれの国の国語・公用語として採用されたものである。マレー語は元来、リアウ・リンガ諸島付近で話されていたオーストロネシア語族に属する一言語であった。これがムラカ-ジョホールの交易ネットワークの拡大とともにアラビア語、ペルシア語、タミル語、ジャワ語などの語彙を取り込んで発展したのである。なお、16世紀初頭、マラッカ海峡におとずれたポルトガル人トメ・ピレスの『東方諸国記』によれば、このときスマトラ島東海岸の各地域では互いに異なる言語が用いられていたにもかかわらず、ほとんどの人がマレー語会話に不自由しなかったという。文字に関しても、マレー語をアラビア文字で表記しようとして生まれたジャウィ文字（バハサ・ジャーウィー）が用いられ、法典や布告（ウンダン・ウンダン）、交易関係の通信や契約文書、条約、外交文書はもとより、年代記（スジャラ）・王統記（スィルスィラ）・系譜、宗教書（キターブ）、物語などその他さまざまな著作がなされた。その点では、今も東南アジアの各地で熱心に信仰されるイスラーム教とならんで、マラッカ王国の遺産を今日に伝える重要な役割を果たしたといえるのである。